# Pantherinae
De Pantherinae of grote katten vormen een onderfamilie binnen de familie van de katachtigen (Felidae).
Hoewel ze in de volksmond bekendstaan als de grote katten, behoren enkele van de grotere katachtigen, zoals de jachtluipaard en de poema tot de familie der kleine katachtigen (Felinae). De Pantherinae en de Felinae splitsten zich ongeveer 6,37 miljoen jaar geleden van elkaar af. Alle levende soorten ontstonden circa 3 miljoen jaar geleden. De onderfamilie onderscheidt zich van de kleine katten onder andere door het hebben van een robuustere bouw, krachtigere kop en sterker gebit.
Alleen de grote katten uit het geslacht Panthera kunnen brullen. Vroeger dacht men dat dit kwam doordat het tongbeen niet geheel is geossificeerd. De sneeuwpanter en de nevelpanters kunnen niet brullen. Recentere studies hebben aangetoond dat morfologische verschijnselen, waaronder de vorm van het strottenhoofd, verantwoordelijk zijn voor het wel of niet kunnen brullen.

## Genera
De onderfamilie omvat de volgende genera:
- Neofelis
- Panthera

De sneeuwpanter werd lange tijd tot een apart geslacht gerekend, Uncia. Recent DNA-onderzoek heeft uitgewezen dat de sneeuwpanter tot de Panthera behoort.